# Afstemcondensator

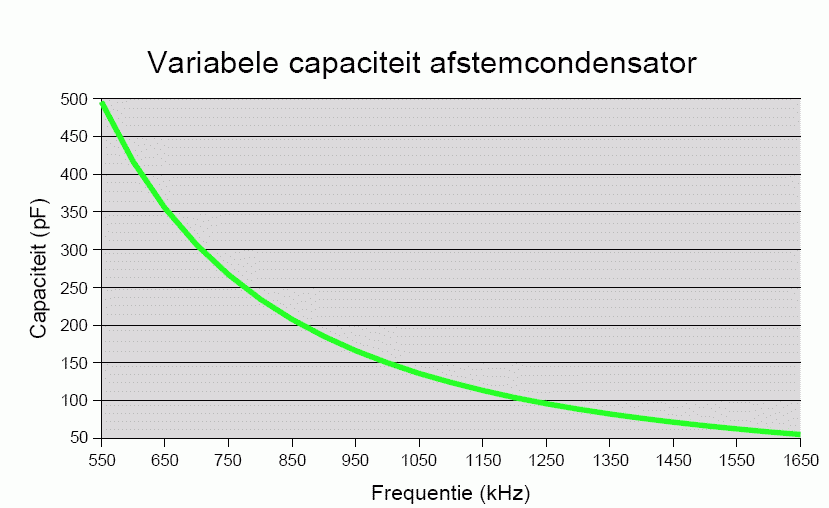
Capaciteitsverloop voor lineaire afstemming

 Een afstemcondensator is een variabele condensator die gebruikt wordt in een radio voor het afstemmen van de afstemkring. In een radio volgens het superheterodyneprincipe, is de afstemcondensator dubbel uitgevoerd en dient de tweede condensator voor het afstemmen van het oscillatorcircuit.

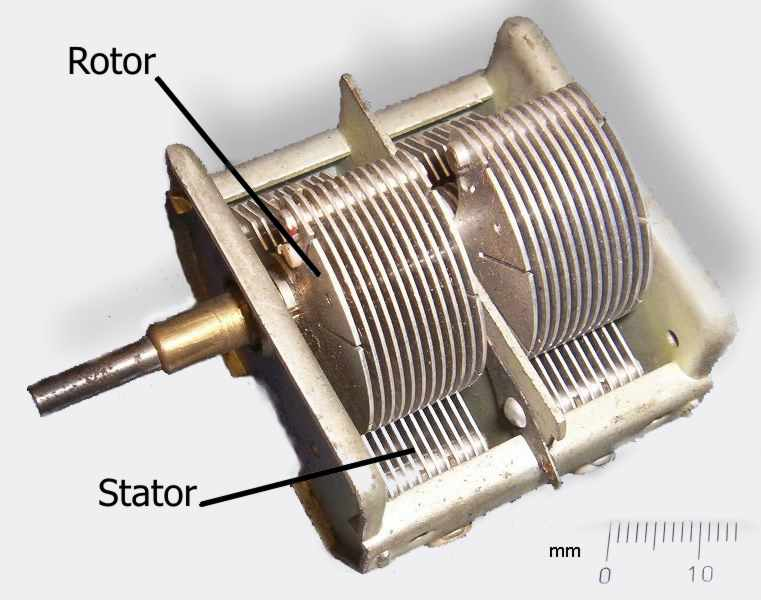
Afstemcondensator met twee secties

Om op verschillende zenders te kunnen afstemmen, dient de resonantiefrequentie van het afstemcircuit veranderd te kunnen worden. Dit gebeurt gewoonlijk met een variabele condensator, de afstemcondensator. In een superheterodyne moet gelijktijdig het oscillatorcircuit overeenkomstig aangepast worden. Daartoe is de afstemcondensator voorzien van een tweede sectie. Een sectie dient voor het pre-selectiefilter in de ontvanger, de andere sectie voor instellen van de frequentie van de lokale oscillator. Vanaf het moment dat de vinding van Edwin Armstrong in radiotoestellen werd toegepast tot in de jaren zeventig van de twintigste eeuw, werden alle radio-ontvangers voor midden en lange golf van dit type condensator voorzien. De afstemming van het preselectiefilter aan de ingang van de ontvanger is vooral nodig voor de zogenaamde spiegelonderdrukking.
Voor een gemakkelijke afstemming is het wenselijk dat de frequentie waarop wordt afgestemd lineair met de verdraaiing van de knop of de verschuiving van de afstemwijzer verloopt. Daartoe moet de capaciteit niet-lineair met de hoekverdraaiing van de condensator veranderen. Dit verklaart de typische vorm van de platen van een afstemcondensator.
In veel draagbare radio's wordt de afstemknop direct op de as van de afstemcondensator gemonteerd. In vaste toestellen en in andere draagbare ontvangers wordt een snaarwiel met grote diameter op de as gemonteerd. Aan de as van de afstemknop zit dan een klein snaarwiel, terwijl een koord dat door een veer wordt gespannen gehouden, de verbinding tussen afstemknop en condensator verzorgt en tevens de afstemwijzer aandrijft. Een precieze afstemming is dan mogelijk.
In goedkope draagbare toestellen wordt de afstemcondensator nog steeds toegepast, zij het in een compacter vorm, met zeer dunne platen gescheiden door dunne kunststoffolie. In duurdere toestellen vindt de afstemming tegenwoordig elektronisch plaats, waarbij het preselectiefilter wordt afgestemd met behulp van varicaps. De oscillator is dan een digitale frequentiegenerator.